# Hotchkiss M1909 Benét-Mercié
A Hotchkiss M1909 Benét-Mercié é uma arma de origem francesa do início do século XX. Foi inicialmente adotada pelo Exército Francês em 1909, no calibre 8mm Lebel (8X50R); e posteriormente, por influência da Missão Militar Francesa, pelo Exército Brasileiro em 1922, no calibre 7mm Mauser (7X57). Nos países de língua latina é conhecida como Hotchkiss M1909 Benét-Mercié, e nos de língua inglesa, como Hotchkiss Mark I.
No Brasil é conhecida como Metralhadora Leve Hotchkiss M1922, tendo sido adquirida para uso pela Cavalaria devido a seu baixo peso, porém como fora projetada para utilizar cartuchos com projétis arredondados, passou a apresentar problemas após a adoção da munição com projéteis pontiagudos; sendo lentamente desativada.

## Usuários
- Austrália - Hotchkiss Mark I, calibre .303 (7,7X56mm R)
- Bélgica - calibre 8 mm Lebel (8X50mm R)
- Brasil - calibre 7X57mm Mauser M 1895
- Espanha
- Estados Unidos - calibre .30-06 (7,62X63mm)
- França - calibre 8 mm Lebel (8X50mm R).
- Áustria-Hungria - calibre 7,92X57mm Mauser
- Reino Unido - Hotchkiss Mark I, calibre .303 (7,7X56mm R)